# Спрингборг, Лоуренс
Лоуренс Спрингборг (швед. Lawrence James Springborg; род. 17 февраля 1968, Inglewood) — австралийский политик, лидер либеральной национальной партии Квинсленда (2015—2016); министр здравоохранения Квинсленда (2012—2015).

## Биография
Родился 17 февраля 1968 года и большую часть юности провёл в городе Йеларбоне. В 14 лет бросил школу и устроился работать на ферму в Дарлинг Даунс.
В 1989 году на парламентских выборах был избран в парламент Квинсленда.
После «черной пятницы» 13 августа 2004 года, когда на два часа остались без электричества сотни тысяч жителей австралийского штата Квинсленд, лидер оппозиции Лоуренс Спрингборг счёл виновным в происшедшем премьер-министра Питера Битти.
В 2012—2015 являлся министром здравоохранения Квинсленда, на этом посту выступил с рядом новых инициатив.
В 2015—2016 был лидером либеральной национальной партии Квинсленда. Высказался за отмену запрета на добычу урана.